# قلعة رزة (حسينية انديمشك)
قلعة رزة (بالفارسية: قلعه رزه) هي Iranian National Heritage تقع في إيران في قسم حسینیة الريفي. يقدر عدد سكانها بـ 345 نسمة بحسب إحصاء 2016.